# Nikobári bülbül
A nikobári bülbül (Ixos nicobariensis) a verébalakúak (Passeriformes) rendjébe, ezen belül a bülbülfélék (Pycnonotidae) családjába tartozó faj.

## Rendszerezése
A fajt Frederic Moore brit természettudós írta le 1854-ben, a Hypsipetes nembe  Hypsipetes nicobariensis néven.

## Előfordulása
Az Indiához tartozó Nikobár-szigetek területén honos. Természetes élőhelyei a szubtrópusi vagy trópusi síkvidéki esőerdők, valamint másodlagos erdők, ültetvény és vidéki kertek. Állandó, nem vonuló faj.

## Megjelenése
Testhossza 22 centiméter.

## Természetvédelmi helyzete
Az elterjedési területe rendkívül kicsi és az erdőirtások miatt még csökken is, egyedszáma 7000 példány alatti és csökken. A Természetvédelmi Világszövetség Vörös listáján mérsékelten fenyegetett fajként szerepel.